# Pitonga
Pitonga is een monotypisch geslacht van spinnen uit de  familie van de Desidae.

## Soort
- Pitonga woolowa Davies, 1984